# Polisregion Väst
Polisregion Väst är en svensk polisregion inom Polismyndigheten som verkat från 2015. Polisregionens huvudort är Göteborg.

## Organisation
Polisregion Väst bildades den 1 januari 2015, och är en av sju regioner i Sverige. Regionen består av Hallands län och Västra Götalands län, vilka i sig utgör fem polisområden. Respektive polisområde är vidare indelat i lokalpolisområden. Polisregionerna ersatte de tidigare till antalet 21 polismyndigheterna. Polisregion Väst leds från Göteborg och har det samlade ansvaret för polisverksamheten inom regionen. Ett ansvar som bland annat omfattar utredningsverksamhet, brottsförebyggande verksamhet och service.

### Hallands län
Hallands län är ett av fem polisområden i regionen. Polisområdet har sitt huvudsäte i Halmstad och består av ett antal lokalpolisområden.
Polisstationer i länet
- Falkenberg
- Halmstad
- Hyltebruk
- Kungsbacka
- Laholm
- Ullared
- Varberg

### Västra Götalands län
Västra Götalands län utgör fyra av fem polisområden i regionen, Fyrbodal, Skaraborg, Storgöteborg och Älvsborg. De är i sin tur indelade i ett antal lokalpolisområden.
Polisenheter och stationer i länet
| Östra Fyrbodal - Trollhättan - Åmål - Vänersborg - Mellerud - Bengtsfors | Västra Fyrbodal - Uddevalla - Strömstad - Lysekil - Kungshamn - Tanumshede |

| Fyrbodal (mobilt poliskontor med ansvar för fyra kommuner) - Dals Eds kommun - Färgelanda kommun - Lilla Edets kommun - Munkedals kommun | Södra Fyrbodal - Stenungsund |

| Storgöteborg - Kungälv - Mölndal - Hisingen - Nordöstra Göteborg - Centrala Göteborg | Borås - Borås - Marks kommun - Tranemo - Ulricehamn |

| Alingsås - Alingsås - Lerum - Vårgårda | Västra Skaraborg - Lidköping - Skara - Vara |

| Östra Skaraborg - Skövde - Mariestad - Karlsborg - Tidaholm - Falköping | Skaraborg (mobilt poliskontor med ansvar för sex kommuner) - Hjo kommun - Tibro kommun - Grästorps kommun - Gullspångs kommun - Essunga kommun - Töreboda kommun |

## Regionpolischefer
- 2015–2017: Klas Friberg [a]
- 2017–2017: Carina Persson (Tf.) [b]
- 2017–2018: Klas Friberg
- 2018–20xx: Klas Johansson [c]